# St. Robert (Missouri)
Pour les articles homonymes, voir Saint-Robert.
St. Robert est une ville du comté de Pulaski, dans le Missouri, aux États-Unis,. Située au centre du comté, elle est incorporée en 1953.

## Démographie
Lors du recensement de 2010, la ville comptait une population de 4 340 habitants. Elle est estimée, en 2017, à 5 773 habitants.

### Source de la traduction
- (en) Cet article est partiellement ou en totalité issu de l’article de Wikipédia en anglais intitulé « St. Robert, Missouri » (voir la liste des auteurs).